# Frank Hinkelmann
Frank Hinkelmann (* 23. Oktober 1967 in Kusel, Pfalz) ist ein in Österreich lebender deutscher Kirchen- und Missionshistoriker, seit 2014 Präsident der Europäischen Evangelischen Allianz und seit 2018 Rektor des evangelikalen Martin Bucer Seminars.

## Leben
Frank Hinkelmann wuchs in Deutschland und Indonesien auf, seit 1994 lebt er in Österreich. Er studierte Theologie an der Freien Theologischen Akademie in Gießen und an der Theologischen Universität Apeldoorn in den Niederlanden. Dort schloss er 2006 sein Studium mit Schwerpunkt Kirchengeschichte mit einem Master of Theology ab. 2014 promovierte er an der Freien Universität Amsterdam zum Dr. theol. mit einer Untersuchung über Die Evangelikale Bewegung in Österreich (1945–1998). 2023 habilitierte sich Hinkelmann an der Aurel Vlaicu Universität Arad in Rumänien und ist dort an der Interdisziplinären Doktorandenschule als Univ.-Prof. tätig.

## Tätigkeiten
Hinkelmann ist Mitarbeiter beim überkonfessionellen Missions- und Hilfswerk Operation Mobilisation International. Er leitete den österreichischen Zweig von 1998 bis 2007, anschließend den Bereich Zentraleuropa von 2008 bis 2010. Von 2011 bis 2017 war er europäischer Direktor von OM International und leitet seit 2018 die internationale Abteilung für Vorstandsentwicklung. Hinkelmann ist Pfarrer im Ehrenamt der Evangelischen Kirche A.B. und engagiert sich in der Evangelischen Pfarrgemeinde A. u. H.B. Melk-Scheibbs.
Hinkelmann war von 2003 bis 2015 Vorsitzender der Österreichischen Evangelischen Allianz, über deren Geschichte er 2006 eine Gesamtdarstellung publizierte. Es gelang ihm aufzuzeigen, dass es bereits um 1864 zu ersten Anfängen einer Allianztätigkeit in Österreich kam.
Im Herbst 2014 wurde er zum Präsidenten der Europäischen Evangelischen Allianz (EEA) gewählt. Zusätzlich ist er auch stellvertretender Vorsitzender des Internationalen Rates der Weltweiten Evangelischen Allianz. Seit Herbst 2018 ist Hinkelmann Rektor des Martin Bucer Seminars, einer theologischen Ausbildungsstätte evangelikaler Prägung, und lehrt Kirchen- und Missionsgeschichte sowie Konfessionskunde an verschiedenen theologischen Einrichtungen. Gemeinsam mit anderen Kirchenhistorikern baut er ein Archiv zu christlichen Bewegungen reformatorischer Tradition in Österreich auf. Gesammelt werden Zeitschriften und Dokumente aus den Bereichen Pietismus, Freikirchen und Evangelikale Bewegung.
Bis 2023 war er Vorsitzender des Instituts für Islamfragen.

## Veröffentlichungen (in Auswahl)
- Geschichte der Evangelischen Allianz in Österreich (= Studien zur Geschichte christlicher Bewegungen reformatorischer Tradition in Österreich. Bd. 1). VKW, Bonn 2006, 22012.
- Evangelisches Leben in den Bezirken Melk und Scheibbs. Von der Reformationszeit bis zur Gegenwart. VTR, Nürnberg 2010.
- mit Dorothee Hinkelmann: Mehr als Studenten, Klapperkisten und Traktate. Operation Mobilisation in Österreich 1961–2011 (= Studien zu Spiritualität, Transformation und Gemeindebau in Österreich. Bd. 2). VKW, Bonn 2011.
- Die Evangelikale Bewegung in Österreich. Grundzüge ihrer historischen und theologischen Entwicklung 1945–1998 (= Studien zur Geschichte christlicher Bewegungen reformatorischer Tradition in Österreich. Bd. 8). VKW, Bonn 2014.
- Kirchen, Freikirchen und christliche Gemeinschaften in Österreich. Handbuch der Konfessionskunde, Böhlau Verlag, Wien 2016, ISBN 978-3-205-20400-8.
- Von Österreich in alle Welt. Geschichte der österreichischen protestantischen Weltmission. (= Studien Geschichte christlicher Bewegungen reformatorischer Tradition in Österreich. Bd. 10). VKW, Bonn 2017, ISBN 978-3-86269-134-0.
- Evangelikal: in Deutschland, Österreich und der Schweiz. Ursprung, Bedeutung und Rezeption eines Begriffes, Verlag für Kultur und Wissenschaft, Bonn 2017, ISBN 978-3-86269-141-8.
- Bibliographie zu Freikirchen und Evangelikaler Bewegung in Österreich, Verlag für Glaube, Theologie & Gemeinde, Petzenkirchen 2021, ISBN 978-3-902669-49-0.
- Die Anfänge der Pfingstbewegung in Österreich 1919–1945 in zeitgenössischen Dokumenten. Evangelisation und Gemeindegründung in schwieriger Zeit, Verlag für Kultur und Wissenschaft, Bonn 2021, ISBN 978-3-86269-222-4.
- Freikirchen in Österreich in der öffentlichen Wahrnehmung 1845–1945. Eine Dokumentation anhand zeitgenössischer Medienberichte. Studien zur Geschichte christlicher Bewegungen reformatorischer Tradition in Österreich, Bd. 13, Verlag für Kultur und Wissenschaft, Bonn 2021, ISBN 978-3-86269-222-4.
- Die Weltweite Evangelische Allianz. Der Einheit der Evangelikalen verpflichtet. Die Geschichte der ältesten protestantischen Einheitsbewegung, Verlag für Glaube, Theologie & Gemeinde, Petzenkirchen 2024, ISBN 978-3-902669-60-5.

Hinkelmann verfasste zahlreiche Artikel im Biographisch-Bibliographischen Kirchenlexikon (BBKL).
als Herausgeber
- mit Franz Graf-Stuhlhofer und Thomas Schirrmacher: Studien zur Geschichte christlicher Bewegungen reformatorischer Tradition in Österreich. VKW, Bonn ab 2006.
- Ruth A. Tucker: Bis an die Enden der Erde. Missionsgeschichte in Biographien. VTR + OM Books, Nürnberg + Linz 2007.
- mit Heiko Barthelmess und Thomas Schirrmacher: Studien zu Spiritualität, Transformation und Gemeindebau in Österreich. VKW, Bonn ab 2011.
- mit John Corrigan: Return to Sender. American Evangelical Missions to Europe in the 20th Century (Reihe: Theologie: Forschung und Wissenschaft, Bd. 63), Lit-Verlag, Münster 2019, ISBN 978-3-643-91083-7.

Aufsätze
- „Über Mission und Missionäre“: Österreichs Beitrag zur protestantischen Weltmission. Von der Reformationszeit bis zum Anbruch des 20. Jahrhunderts. In: Friedemann Walldorf u. a. (Hrsg.): Mission und Reflexion im Kontext. VTR + VKW, Nürnberg + Bonn 2010, S. 148–175.
- OM in Deutschland, Österreich und der Schweiz. In: Ian Randall (Hrsg.): Gewagt. Gelebt. Die OM-Geschichte. VTR + OM Books, Nürnberg + Linz 2011, S. 283–322.
- Die Bedeutung der volkskirchlichen Reformation für die Theologie von Österreichs Freikirchen. [mit Franz Graf-Stuhlhofer]. In: JGPrÖ. 132/133 (2016/2017), S. 287–297.
- Die Evangelikale Bewegung in Österreich: Ihre historische und theologische Entwicklung seit 1945. In: Freikirchenforschung. 27 (2018), S. 82–100.
- Die Österreichische Missionsgemeinschaft. Das erste österreichische. evangelische Missionswerk. In: Klaus W. Müller u. Elmar Spohn (Hrsg.): Interkulturelle Theologie versus Missiologie: Beiträge zu Geschichte - Mission - Theologie. Festschrift für Bernd Brandl zum 65. Geburtstag. VTR, Nürnberg 2019, S. 139–148.
- Die Pest – die Pandemie des Mittelalters: Was können Christen aus der Geschichte lernen?. MBS-Texte 195 (2020).
- The Founding of the European Evangelical Alliance as a Counter Movement to the World Evangelical Fellowship. In: Evangelical Review of Theology. 44.2 (2020), S. 101–114.
- Die ekklesiologischen Entwicklungen der österreichischen Gemeinschaftskreise zwischen 1975 und 2000. In: Frank Lüdke u. Norbert Schmidt (Hrsg.). Alter Wein in neuen Schläuchen? Gemeinschaftsbewegung und Gemeindeaufbau seit den 1970er Jahren. SEHT Bd. 10. LIT-Verlag Münster 2020, S. 33–54.
- The First Youth for Christ World Congress on Evangelization and Its Impact in Missions in Europe. In: European Journal of Theology. 29.2 (2020), S. 179–199.
- Evangelisch in Österreich: Der Konflikt zwischen Evangelischer Kirche und Freikirchen um die Verwendung des Begriffs evangelisch. In: Freikirchenforschung. 29 (2020), S. 106–116.
- The European Evangelical Alliance: A Historical Sketch. In: Evangelical Review of Theology. 45.1 (2021), S. 14–27.
- Grenzgänger zwischen den Fronten: Wolfram Graber und Jakob de Wilde zwischen Evangelischer Kirche, Gemeinschaftsbewegung, Freikirchen und Pfingstbewegung in Österreich. In: Freikirchenforschung. 30 (2021): 51–66.
- Religiöse Ambiguitätstoleranz im konfessionellen Spannungsfeld zwischen charismatisch geprägten neueren römisch-katholischen geistlichen Gemeinschaften, Freikirchen und Evangelikaler Bewegung. In: Marlene Deibl/Katharina Mairinger (Hg.). Eindeutig mehrdeutig. Ambiguitäten im Spannungsfeld von Gesellschaft, Wissenschaft und Religion. Göttingen: V & R Unipress, 2022: 195–214.
- Evangelische Kirchen, Freikirchen, Altkatholische Kirche, Anglikanische Gemeinschaft, Neuapostolische Kirche, In: Wolfram Reiss und Karsten Lehmann (Hg.). Religiöse Vielfalt in Österreich. Baden-Baden: Nomos, 2021: 135–178.
- Freikirchen und Evangelische Allianz und ihr Kampf für Religionsfreiheit in Österreich in der zweiten Hälfte des 19. Jahrhunderts. Eine Dokumentation anhand von Quellen. In: Johannes Hirnsperger/Christian Wessely (Hg.). Wege zum Heil? Religiöse Bekenntnisgemeinschaften in Österreich. Bd. 7e. Innsbruck/Wien: Tyrolia, 2022: 139–172.
- Evangelisation im Land von „Sound of Music“. Musik als evangelistisches Tool in der freikirchlichen Gemeindegründungsarbeit der 1960er bis 1980er Jahre in Österreich. In: Eberhard Werner/Elmar Spohn (Hg.). Polyphone Klangräume. Nürnberg: VTR, 2022: 39–47.
- Das Anerkennungsverfahren der „Freikirchen in Österreich“ und der Beitrag der „Steuerungsgruppe“. In: Christine Mann/Armin Wunderli (Hg.). Die gesetzliche Anerkennung der Freikirchen in Österreich: Ein ökumenisches Gesamtkunstwerk. Religion und Bildung, Bd. 6. Wien/Münster: LIT-Verlag, 2023: 61–101.
- Freikirchen und ihre rechtliche Stellung in Europa: Ein exemplarischer Überblick. In: Christine Mann/Armin Wunderli (Hg.). Die gesetzliche Anerkennung der Freikirchen in Österreich: Ein ökumenisches Gesamtkunstwerk. Religion und Bildung, Bd. 6. Wien/Münster: LIT-Verlag, 2023: 387–398.
- Transkonfessionelle und transnationale Netzwerke im Umfeld von Pietismus, Erweckungsbewegung und Freikirchen im ausgehenden 18. und im 19. Jahrhundert und ihre Verbindungen nach Österreich. Eine Spurensuche. In: JGPrÖ. 138 (2022): 13–61.